# Wratislavia Cantans
 (septembre 2019).
Si vous disposez d'ouvrages ou d'articles de référence ou si vous connaissez des sites web de qualité traitant du thème abordé ici, merci de compléter l'article en donnant les références utiles à sa vérifiabilité et en les liant à la section « Notes et références ».
Le Festival International Wratislavia Cantans Andrzej Markowski est un festival musical qui se déroule chaque année en septembre à Wrocław et en Basse-Silésie, organisé par le Forum national de la Musique (en polonais : Narodowe Forum Muzyki, en anglais : National Forum of Music; acronyme : NFM) du nom de Witold Lutoslawski à Wrocław.
L’appellation Wratislavia Cantans signifie en français Wrocław Chantant. Depuis le début, l’événement se concentre surtout sur la présentation de la beauté de la voix humaine. Les concerts attirent chaque année des centaines de mélomanes vers les salles du Forum national de Musique et les lieux historiques de Wrocław et plus de dix autres villes de Basse-Silésie. Ces dernières années, le festival a accueilli, entre autres, Philippe Herreweghe, sir John Eliot Gardiner, Zubin Mehta, Cecilia Bartoli, Julia Lezhneva, Philippe Jaroussky, Mariusz Kwiecień, Jordi Savall, Marcel Pérès ainsi que des groupes comme: Israel Philharmonic Orchestra, Collegium Vocale Gent, Akademie für Alte Musik Berlin, Monteverdi Choir, Gabrieli Consort & Players, Il Giardino Armonico, The Swingle Singers ou English Baroque Soloists.
Depuis 2008 Andrzej Kosendiak est directeur général du festival, et depuis 2013 le poste de directeur artistique est confié au chef d’orchestre et instrumentaliste italien Giovanni Antonini.

## Histoire
Wratislavia Cantans a été créé en 1966 comme festival d’oratorios et de cantates par Andrzej Markowski, compositeur et chef d’orchestre, depuis 1965 directeur de la Philharmonie de Wrocław, laquelle institution était l’organisateur de l’événement. Andrzej Markowski a rempli la fonction de directeur du festival pendant onze ans.
De 1978 à 1996 le festival est dirigé par Tadeusz Strugala, qui y ajoute de nouveaux éléments : la musique ethnique, la musique de diverses religions, des expositions accompagnant les concerts, des projections de films sur le thème de la musique, des tournois de contreténors au Château des Piast de Silésie à Brzeg, des académies de festival dirigées par des scientifiques éminents, ainsi que des sessions scientifiques et des leçons d’interprétation de la musique d’oratorio. Depuis 1991, l’organisateur principal du festival était le Centre de Culture et d’Art de Wrocław. Dans les années 1995–1998, le festival portait le sous-titre « Musique et beaux-arts ».
En 1996, l’organisation du festival est confiée à l’Institution nationale de Culture Wratislavia Cantans Festival International de Musique et de Beaux-arts et la direction du festival à deux personnes : un directeur général et un directeur artistique. Le poste de directeur général est donné à Lidia Geringer de Oedenberg, et pendant son mandat les directeurs artistiques sont successivement: Ewa Michnik depuis 1997, Mariusz Smolij depuis 2002 et Jan Latham-Koenig depuis 2004. Lidia Geringer de Oedenberg initie la collaboration avec de nombreuses villes de Basse-Silésie afin d’organiser les concerts du festival en dehors de Wrocław.
Andrzej Kosendiak devient en 2005 directeur général du festival et le directeur artistique est Paul McCreesh. En 2014 les institutions Festival International Wratislavia Cantans et la Philharmonie de Wrocław du nom de Witold Lutoslawski fusionnent en une seule institution culturelle, le Forum National de Musique du nom de Witold Lutoslawski, qui depuis ce temps est organisateur du festival.
Depuis 2013 le directeur artistique de Wratislavia est Giovanni Antonini, instrumentaliste et chef d’orchestre italien, créateur et directeur de l’orchestre baroque Il Giardino Armonico. Les éditions du festival qui se sont déroulées jusqu’à présent sous sa direction sont : « Voyage en Italie » (2013), « Des ténèbres vers la lumière » (2014), « Vive Wratislavia » (2015 ; 50e édition de jubilé), « Europa Cantans » (2016), « Recitar Cantando » (2017) et « Délivrance » (2018). En 2019 le festival se déroule sous le thème « Midi ».

## Localisation
Depuis le début, les événements du festival se déroulent dans des intérieurs historiques de Wrocław, tels que les temples : la basilique Sainte-Élisabeth, la cathédrale Sainte-Marie-Madeleine, la cathédrale Saint-Jean-Baptiste, l’église universitaire du Saint-Nom-Jésus, l’église luthérienne de la Providence-Divine, la collégiale de la Sainte-Croix et Saint-Barthélémy, la synagogue à la Cigogne blanche, ainsi que l’Hôtel de Ville et les salles universitaires (Aula Leopoldina, Oratorium Marianum). Dans le passé, les concerts se déroulaient également dans la Salle de Concert de Radio Wrocław ainsi que la salle de l’ancienne Philharmonie de Wrocław.
À part Wrocław, les concerts se déroulent également dans les villes de Basse-Silésie et de la voïvodie de Grande-Pologne, entre autres à : Bardo, Bielawa, Bolesławiec, Brzeg, Dzierżoniów, Głogów, Jelcz-Laskowice, Jelenia Góra, Kalisz, Kamieniec Ząbkowicki, Kłodzko, Krotoszyn, Krzeszów, Legnica, Lubiąż, Lubomierz, Milicz, Oleśnica, Oława, Polkowice, Prochowice, Strzegom, Szczawno-Zdrój, Syców, Środa Śląska, Świdnica, Trzebnica, Wałbrzych, Zgorzelec et Żmigród.

## Affiches
Les affiches du festival sont conçues par des artistes polonais, comme, entre autres : Rafal Olbinski, Eugeniusz Get-Stankiewicz, Lech Majewski et Michal Batory.

## Adhésion aux organisations internationales
En 1978 le festival Wratislavia Cantans est devenu membre de l’European Festivals Association (EFA), ce qui a conféré à l’événement un statut international officiel (bien que, pratiquement depuis le début, le festival a accueilli des artistes de l’étranger). En 1998 le festival a rejoint la International Society for the Performing Arts (ISPA). Il fait également partie de Music Masters on Air (MusMA). Dans les années 2015–2019 Wratislavia Cantans a été honoré par Europe for Festivals, Festivals for Europe Label (EFFE Label).